# Terah Lyons
Terah Lyons es la directora ejecutiva de la Asociación en IA y fue asesora de políticas de la directora de tecnología de Estados Unidos, Megan Smith, en la Oficina de Política de Ciencia y Tecnología del presidente Barack Obama. Es conocida por su pericia en el campo de la tecnología e inteligencia artificial.

## Educación y carrera
Lyons se crio en Fort Collins, Colorado. Recibió su Licenciatura de la Universidad de Harvard en 2014 en Estudios Sociales con un enfoque en Teoría de Redes y Sistemas Complejos. Durante su tiempo en Harvard, recibió el premio Thouron en 2012 para estudiar durante un verano en la Universidad de Cambridge. Mientras estaba en Harvard, trabajó como analista de investigación para David Gergen en el Kennedy School of Government Center for Public Policy. Su tesis senior se tituló "Redes sociales y Shibboleths: Diversidad de género y estratificación en estructuras de liderazgo corporativo de élite". Después de su tiempo en Harvard, se convirtió en miembro de la Escuela de Ingeniería y Ciencias Aplicadas de Harvard con sede en Ciudad del Cabo, Sudáfrica.

## Carrera de servicio público
Lyons se unió a la Oficina de Política Científica y Tecnológica del presidente Barack Obama, dirigida por el asesor científico del presidente John Holdren, en 2015. En 2016, comenzó a trabajar para la directora de tecnología de Estados Unidos, Megan Smith. Durante su mandato como funcionaria pública, su cartera se centró en la inteligencia de las máquinas, incluida la inteligencia artificial, la robótica y los sistemas inteligentes de transporte.
Lyons codirigió la Iniciativa de la Casa Blanca sobre el futuro de la inteligencia artificial, que involucró a las partes interesadas, desde la industria, el mundo académico, los empleados gubernamentales, la comunidad internacional y el público en general, para desarrollar una estrategia de política nacional sobre inteligencia artificial. Ese trabajo culminó en un informe titulado Preparándose para el futuro de la inteligencia artificial, que detalla oportunidades, consideraciones y desafíos en el campo de la IA.  Los aspectos más destacados del informe incluyen recomendaciones de políticas para garantizar que el poder de la IA se canalice para promover el bien social y mejorar las operaciones gubernamentales, recomendaciones para las regulaciones sobre tecnologías de IA, como vehículos automatizados, y recomendaciones para desarrollar una fuerza laboral diversa equipada para aprovechar el potencial y aborde los desafíos que vendrán con la revolución de la IA. El informe fue la culminación de cinco talleres públicos y una solicitud de comentarios públicos que recibió 161 respuestas.
Lyons también ayudó a redactar el informe de diciembre de 2016 Inteligencia artificial, automatización y economía, que detalla las formas en que la inteligencia artificial transformará la economía estadounidense en los próximos años y décadas. El informe describió cinco esfuerzos económicos primarios clave que deberían ser una prioridad para los responsables de la formulación de políticas, incluida la preparación para los cambios en las habilidades exigidas por el mercado laboral y el cambio del mercado laboral a medida que algunos trabajos desaparecen mientras se crean nuevas oportunidades.

## La Asociación en IA
En 2017, Lyons fue contratada para liderar la Asociación en IA, una organización de investigación y políticas fundada por Facebook, Google, Microsoft y varias otras corporaciones tecnológicas. La misión de la organización sin fines de lucro es investigar y proporcionar liderazgo intelectual en torno a la dirección de las tecnologías de inteligencia artificial, incluida la percepción de las máquinas, el aprendizaje y el razonamiento automatizado. Como se indica en su sitio web, los objetivos de la organización son: (1) desarrollar y compartir las mejores prácticas en investigación y desarrollo relacionados con la IA; (2) promover el entendimiento público; (3) brindar oportunidades para la participación de diversas audiencias; (4) identificar nuevos esfuerzos para el futuro de la IA para el bien social. Lyons ha testificado ante el Subcomité de Tecnología de la Información del Comité de Reforma Gubernamental y Supervisión de la Cámara de Representantes para discutir la promesa de la inteligencia artificial y defender la importancia de la Asociación en IA.
En su puesto de directora ejecutiva, Lyons ha abogado por la importancia de la diversidad, la equidad y la inclusión en la fuerza laboral de la IA. En 2018, habló en la cumbre de nuevos trabajos de The New York Times sobre por qué la inclusión es un tema crucial para abordar en los campos de la informática y especialmente, la inteligencia artificial. Lyons también es miembro del Grupo de Trabajo sobre Inteligencia Artificial y Seguridad del Centro para una Nueva Seguridad Estadounidense para investigar las oportunidades y desafíos que la IA plantea a la seguridad estadounidense.

## Premios y reconocimiento
- Thouron Award, 2012[2]
- Mozilla Technology Policy Fellow, 2017[15]